# اندی ساویل
اندی ساویل (انگلیسی: Andy Saville؛ زادهٔ ۱۲ دسامبر ۱۹۶۴) بازیکن فوتبال اهل بریتانیا است.
از باشگاه‌هایی که در آن بازی کرده‌است می‌توان به باشگاه فوتبال پرستون نورث اند، باشگاه فوتبال بارنزلی، باشگاه فوتبال هال سیتی، باشگاه فوتبال هارتل پول یونایتد، باشگاه فوتبال ویگان اتلتیک، باشگاه فوتبال گینزبورو ترینیتی، باشگاه فوتبال بیرمنگام سیتی، باشگاه فوتبال والسال، باشگاه فوتبال برنلی، و باشگاه فوتبال کاردیف سیتی اشاره کرد.